# Dayao, Liuyang
Dayao (Chinês Simplificado 大瑶镇; Chinês Tradicional 大瑤鎮; Pinyin: Dàyáo Zhèn) é uma cidade rural sob a administração de Liuyang , Hunan , China . Dayao é bem conhecida por sua indústria de fogos de artifício. A cidade tem uma área de 149,3 quilômetros quadrados (57,6 149,3-square-kilometre (57,6 sq mi) milhas quadradas) e 91.300 habitantes.  Yanghua fundiu-se à Dayao no dia 18 de novembro de 2015. A cidade é limitada a norte pelo subdistrito de Hehua, a leste pela cidade de Chengtanjiang, ao sul pelas cidades de Jingang e Litian e a oeste pela cidade de Chengchong.

## História

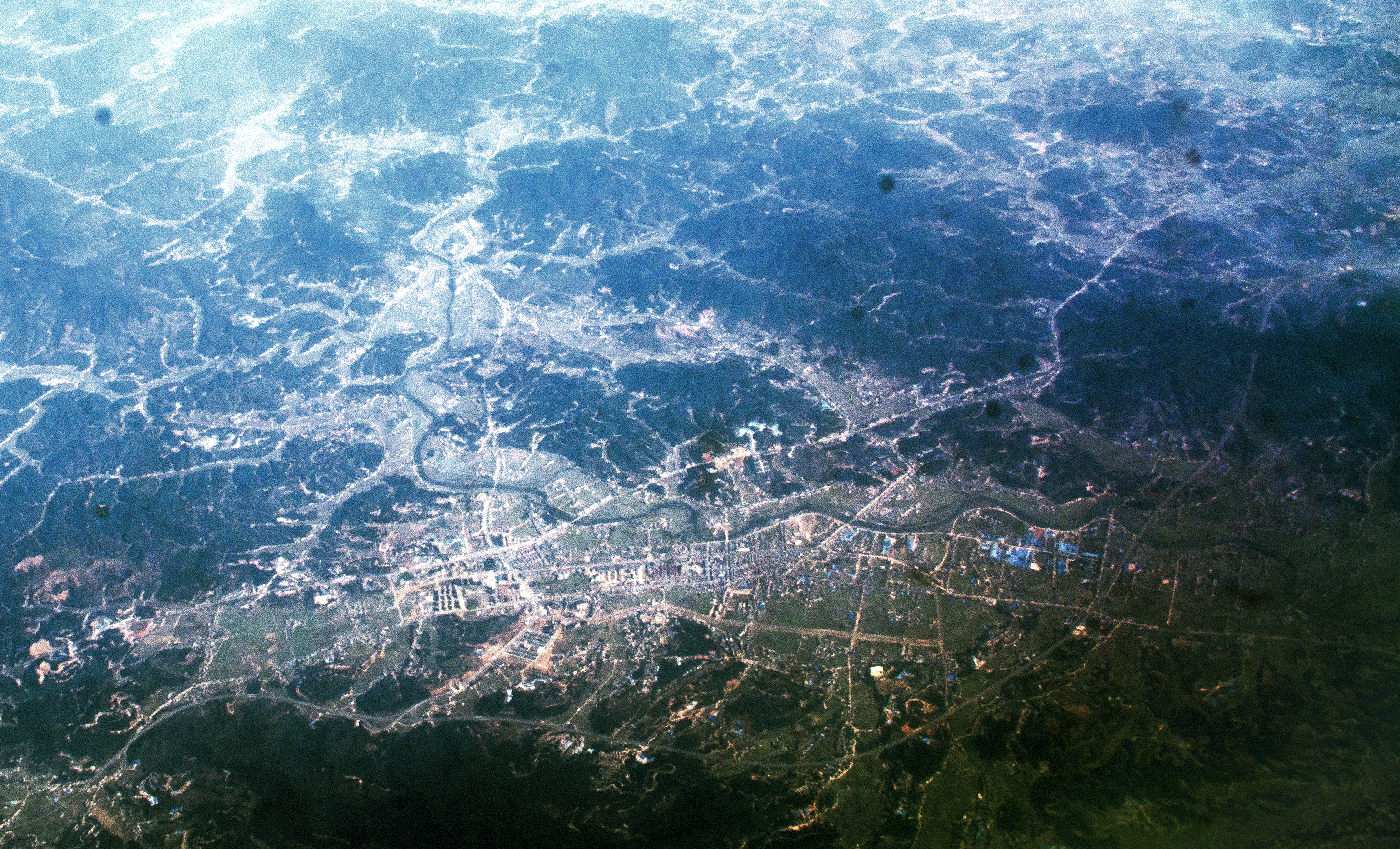
Foto de avião da cidade de Dayaozhen

Dayao foi declarada como uma vila em 1956 e foi elevada à categoria de cidade em 1995. Yanghua fundiu a Dayao em 18 de novembro de 2015. No dia 14 de outubro de 2016, a cidade foi listada entre o primeiro grupo de "cidades distintas na China" pela Comissão Nacional de Desenvolvimento e Reforma, Ministério das Finanças e Ministério da Habitação e Desenvolvimento Urbano-Rural .

## Divisão administrativa
A cidade é dividida em 11 aldeias e 4 comunidades, com as seguintes áreas:
- Comunidade Nanchuan ( 南川社区)
- Comunidade Chongwen (崇文社区 )
- Comunidade Tianhe (天和社区  )
- Comunidade  (汇丰社区)
- Aldeia de Shangsheng (上升村)
- Vila Nanshan (南山村 )
- Vila Nanyang (  南阳村)
- Vila Litian ( 李畋村 )
- Vila Fenglin ( 枫林村)
- Vila Qaingsheng (强盛村 )
- Laogui New Village (老桂新村 )
- Aldeia Xinhe ( 鑫和村)
- Vila Duanli (端里村 )
- Huayuan Village (华园村 )
- Aldeia Yanghua (杨花村 )

## Geografia
O rio Nanchuan (南川河) flui através da cidade.
Montanhas localizadas ao lado e visíveis do local da cidade são: Monte Jiuhua (九华山) e Monte Xianglujian (香炉尖; 477 metros).
Existem dois reservatórios na cidade: Tuanjie Reservoir (团结水库) e Tianzi Reservoir ( 天子水库).

## Economia
As principais indústrias da cidade são fogos de artifício, materiais de construção, cerâmica e fabricação de máquinas.

## Educação
- Dayao Middle School
- Liuyang No. 2 High School

## Hospital
- Hospital Liuyang No. 6

## Transporte

### Via Expressa
A via expressa de Changsha-Liuyang, de Changsha é um corredor de norte a sul pela cidade até Jiangxi.

### Estrada nacional
A cidade está conectada a duas rodovias nacionais: G319 e G106.

### Rodovia Provincial
A rodovia provincial S310 passa pela cidade de oeste a leste.

### Estradas do Município
A cidade tem três estradas municipais: Daqing County Road, Dayang County Road e Yangda County Road.

## Religião
O Templo de Qiuxiangu ( 邱仙姑庙 ), o Palácio de Sanyuan (三元宫 ), o Templo do Deus da Riqueza ( 财神庙 ) e o Templo de Shejun ( 社君庙) são templos taoístas na cidade.
Jinshushan Temple ( 金树山寺 ) é um templo budista na cidade.

## Atrações
As principais atrações são a Grand House of Qiu Family, a antiga residência de Li Tian e o Li Tian Park.
Há um número de montanhas populares localizadas imediatamente adjacentes ao townsite que incluem o Monte Leão ( 狮子岩), o Monte Jiuhua (九华山 ) e o Monte Yuntai (云台山 ).

## Pessoas notáveis
- Li Tian (李畋), o inventor dos fogos de artifício.
- Zhang Shaoxiu ( 张绍修), médico.
- Ouyang Shouting (欧阳寿廷), proformer de ópera de Xiang.
- Wang Zhengquan (王正权), educador.
- Wang Renmei , atriz.
- Wang Renyi (王人艺), músico.
- Deng Gongwei (邓公卫), mártir revolucionário.